# La Mudarra
La Mudarra település Spanyolországban, Valladolid tartományban. La Mudarra Valdenebro de los Valles, Valladolid, Medina de Rioseco, Peñaflor de Hornija és Castromonte községekkel határos. Lakosainak száma 169 fő (2024).

## Népesség
A település népessége az utóbbi években az alábbiak szerint változott:
| Lakosok száma | 255  | 247  | 200  | 197  | 179  | 168  | 161  | 158  | 165  | 169  |
|               | 2001 | 2004 | 2007 | 2009 | 2012 | 2014 | 2017 | 2019 | 2022 | 2024 |